# Scardinius elmaliensis
Scardinius elmaliensis es una especie del pez Scardinius, en la familia Cyprinidae. Se encuentra exclusivamente en Turquía. Sus hábitats naturales son los ríos y los lagos de agua dulce.